# Рисслер, Михаэль
Михаэль Рисслер (нем. Michael Rießler; род. 16 февраля 1971, Бад-Бельциг, Бранденбург) — немецкий лингвист, исследователь скандинавских, саамских и пермских языков, доктор наук. Профессор Восточнофинляндского университета (с 2020).

## Биография и научная карьера
Родился 16 февраля 1971 года в Бельциге, в Германской Демократической Республике.
Учился в магистратуре Берлинского университета им. А. Гумбольта, а с 1992 по 1993 годы — в Свободном университете Берлина.
С 1995 по 1996 годы обучался в Софийском университете им. Св. Климента Охридского. В 2002 сдал магистерские экзамены по скандинавистике, болгаристике и европейской этнологии в Университете Гумбольта, защитив под руководством профессора Ю. К. Кузьменко магистерскую работу «Sprachwechsel und Sprachwandel in Nordskandinavien».
С 2002 по 2005 годы под руководством Бальтазара Бикеля обучался в аспирантуре Лейпцигского университета по общей лингвистике, одновременно работая ассистентом проекта «Autotyp».
С 2005 по 2008 годы трудился научным сотрудником и соруководителем проекта по документированию саамских языков на Кольском полуострове в Университете Гумбольта.
С 2008 по 2011 годы — научный сотрудник отдела скандинавской лингвистики на кафедре скандинавистики Фрайбургского университета им. Альберта Людвига.
В 2011 году в Лейпцигском университете защитил докторскую диссертацию по общей лингвистике Typology and evolution of adjective attribution marking in the languages of northern Eurasia (руководитель — проф. Бальтазар Бикель). В том же году стал участником проекта «Электронная инфраструктура для коренных языков Баренц-региона» в Центре саамских языковых технологий (Giellatekno) Университета Тромсё (Норвегия); в 2011—2013 годах — участник, затем руководитель проекта «Колтта-саамская культура поверх границ» в Восточно-саамском музее (Нейден, Норвегия).
В 2012 году вернулся на кафедру скандинавистики Фрайбургского университета, где осуществляет руководство проектом «Сравнительное описание диалектов кильдинского и терского саамского языка с опорой на корпус», а в 2013 году стал руководителем Фрайбургской исследовательской группы по лапонистике.
С 2014 по 2016 годы М. Рисслер — соруководитель (совместно с Р. Блокландом и Мариной Фединой) проекта «Коми-ижемский диалект: создание аннотированного электронного корпуса для дальнейших исследований по коми языковым сообществам российского Крайнего Севера».
В декабре 2015 года защитил в Хельсинкском университете хабилитацию (venia legendi в финноугроведении), в соответствие российской степени доктора филологических наук.

## Преподавательская деятельность
М. Рисслер — преподаватель Фрайбургского университета. Читает лекции по саамской филологии и сопоставительной грамматике языков Северной Европы (скандинавские, восточно-славянские, прибалтийско-финские, саамские). Кроме того, им проведён ряд практических лекций и курсов для восточных саамских сообществ в Норвегии и на Кольском полуострове.
В летнем семестре 2017 года преподавал в качестве приглашенного профессора в Коми республиканской академии государственной службы и управления в Сыктывкарe.

## Область интересов
В тематику исследований М. Рисслера входят документационная лингвистика, языковые технологии, контактология, социолингвистика, типология. Объектом интересов являются скандинавские, восточно-саамские и пермские языки.

## Публикации

### Монография
- Adjective attribution. Studies in Diversity Linguistics 2. Berlin: Open Science Press. 2016.

### Основные статьи
- Uneven steps to literacy: The history of Dolgan, Forest Enets and Kola Saami literary languages. Cultural and linguistic minorities in the Russian Federation and the European Union: Comparative studies on equality and diversity (=Multilingual Education 13). Berlin: Springer, 2015. 189—229. [в соавторстве с Ф. Зиглем]
- Purism in language documentation and description. Keeping languages alive: documentation, pedagogy and revitalisation, ed by Mari Jones & Sarah Ogilvie. Cambridge: Cambridge University Press. 2013 [в соавт. с Е. Карвовской]
- Vom Matthäusevangelium zur Wikipedia: Medien für das bedrohte Kildinsaamische. Medien für Minderheiten (=Freiburger Romanistische Arbeiten 9), ed. by Maria Álba & Rolf Kailuweit. Freiburg: Rombach, 2015. 127—158.
- Towards digital infrastructure for Kildin Saami. Sustaining Indigenous Knowledge: Learning tools and community initiatives on preserving endangered languages and local cultural heritage, ed. by Erich Kasten and Tjeerd de Graaf. Fürstenberg: Verlag der Kulturstiftung Sibirien (=SEC Publications. Exhibitions & Symposia series), 2013. 195—218.
- К вопросу о твердых, мягких и полумягих согласных в кольско-саамском. Acta Fenno-Lapponica Petropolitana. Trudy Instituta lingvističeskich issledovanij RAN 8:1, ed by Natalia V. Kuznecova, Vjačeslav S. Kulešov & Mechmet Z. Muslimov. Sankt-Peterburg: Nauka, 2012. 20-41 [в соавт. с Ю. Кузьменко] .
- Komi-Saami-Russian contacts on the Kola peninsula. Language contact in times of globalization, ed. by Cornelius Hasselblatt, Peter Houtzagers and Remco van Pareren. Amsterdam: Rodopi (=Studies in Slavic and General Linguistics 38), 2011. 5-26 [в соавт. с Р. Блокландом]
- Loanwords in Kildin Saami. Loanwords in the world’s languages: a comparative handbook of lexical borrowing, ed. by Martin Haspelmath & Uri Tadmor. Berlin: Mouton de Gruyter, 2009. 384—413
- Grammatical borrowing in Kildin Saami. Grammatical borrowing in cross-linguistic perspective, ed. by Yaron Matras and Jeanette Sakel. Berlin: Mouton de Gruyter (=Empirical Approaches to Language Typology [EALT] 38), 2007. 229—244
- On the origin of preaspiration in North Germanic. Proceedings of the Fifteenth Annual UCLA Indo-European Conference. Los Angeles, November 7-8, 2003 (=Journal of Indo-European Monograph Series 49). Ed. by Karlene Jones-Bley, Martin E. Huld, Angela Della Volpe & Miriam Robbins Dexter. Washington, D.C.: Institute for the Study of Man, 2004. 168—185.
- Der partitive Artikel in nordskandinavischen Dialekten. TijdSchrift voor Skandinavistiek. 23:1, 2002. 43-62.
- Traces of Sámi-Scandinavian contact in Scandinavian dialects. Languages in Contact. (=Studies in Slavic and General Linguistics 28). Ed. by D. G. Gilbers, J. Nerbonne & J. Schaeken. Amsterdam — Atlanta, GA: Rodopi, 2000. 209—224. [В соавт. с Ю. Кузьменко]

### Редактор и составитель
- Cultural and linguistic minorities in the Russian Federation and the European Union: Comparative studies on equality and diversity (=Multilingual Education 13). Berlin: Springer. 2015. [Ред., в соавторстве]
- New trends in Nordic and General Linguistics (=Linguae & Litterae 42). Berlin: de Gruyter Mouton, 2014 [Ред., в соавторстве]
- Лазарь Д. Яковлев. Ла̄зэр ка̄ллса моаййнас. Кырьйха лӣ Е̄льцэ Нӣна. Berlin: Humboldt-Universität (=Kleine saamische Schriften 1), 2008 [Ред. совм. с Н. А. Афанасьевой].
- Språk og språkforhold i Sápmi. Berlin: Humboldt-Universität (=Berliner Beiträge zur Skandinavistik 11), 2007 [Ред., в соавт. с Tove Bull и Ю. Кузьменко].
- Grenzgänger. Festschrift zum 65. Geburtstag von Jurij Kusmenko. Berlin: Humboldt-Universität (=Berliner Beiträge zur Skandinavistik 9), 2006. [Ред., в соавт. с Antje Hornscheidt, Kristina Kotcheva & Tomas Milosch] .